# Dmitri Arjípov
Dmitri Nikoláyevich Arjípov –en ruso, Дмитрий Николаевич Архипов– (Chirchik, 1 de abril de 1981) es un deportista ruso que compitió en esquí acrobático. Ganó una medalla de oro en el Campeonato Mundial de Esquí Acrobático de 2003, en la prueba de salto aéreo.

## Medallero internacional
| Campeonato Mundial | Campeonato Mundial           | Campeonato Mundial | Campeonato Mundial |
| Año                | Lugar                        | Medalla            | Competición        |
| ------------------ | ---------------------------- | ------------------ | ------------------ |
| 2003               | Deer Valley (Estados Unidos) | Medalla de oro     | Salto aéreo        |